# 奇台古城窖酒
奇台古城窖酒是中华人民共和国新疆维吾尔自治区昌吉回族自治州奇台县出产的一种白酒，已有600多年的酿造历史，以小麦、大麦、玉米、高粱为原料，采固态发酵酿造，奇台古城窖酒酿造技艺被新疆维吾尔自治区人民政府列入自治区非物质文化遗产名录。